# Tredje gruppen
Tredje gruppen är namnet för ett antal boplatser från slutet av mellanneolitikum, som uppvisar drag från såväl gropkeramisk kultur som stridyxekultur. Boplatserna förekommer främst i östra Mellansverige.
Axel Bagge påträffade redan i början av 1950-talet keramik med form som den vanliga stridsyxekeramiken men med gropkeramisk håldekor. Bagge, som daterade keramiken till sen stridyxetid hade noterat den i en stridsyxegrav i västra Södermanland, på boplatsen Torpaskog i östra Södermanland, vid Hedningakällan i Hälsingland samt i Stora Förvar på Gotland. Brita Malmer kom på 1960-talet kategorisera delar av keramiken som stridyxekeramik och annan som tillhörig gropkeramiska kulturen. På den gropkeramiska boplatsen i Kyrktorp i Södermanland påträffades senare ytterligare en skärva av denna typ. Under 1990-talet gjordes flera fynd av liknande keramik på ett flertal boplatser, som gjorde att fyndtypen kom att uppmärksammas, bland annat i Tibble, Björklinge, Gläntan i Södermanland samt Djurstugan och Torslunda, Tierps kommun